# Isabel Glasser
Isabel Glasser (* 1. Mai 1958) ist eine US-amerikanische Schauspielerin.
Im Alter von 25 Jahren gab Isabel Glasser 1983 ihr Filmdebüt in der US-Fernsehserie Loving. Im deutschsprachigen Raum wurde sie durch die Rolle der Helen, der infolge eines Autounfalls ins Koma fallenden Verlobten von Hauptdarsteller Mel Gibson, in dem 1992 gedrehten Fantasyfilm Forever Young bekannt. Sie wirkte in verschiedenen Fernsehserien wie Law & Order und Criminal Intent – Verbrechen im Visier mit.

## Filmografie (Auswahl)
- 1983: Loving (Fernsehserie)
- 1983: A Marriage
- 1992: Pure Country
- 1992: Death Survival – Menschenjagd (Death Survival)
- 1992: Forever Young
- 1994: Der Feind in den eigenen Reihen (The Enemy Within)
- 1995: Die Bestie im weißen Kittel (Exquisite Tenderness)
- 1997: Crisis Center (Fernsehserie)
- 1998: Second Chances (Fernsehserie)
- 2000: Law & Order (Fernsehserie)
- 2003: Criminal Intent – Verbrechen im Visier (Criminal Intent, Fernsehserie)
- 2004: The Kings of Brooklyn
- 2006: Mentor
- 2006: Fireflies